# Kostel svatého Mikuláše (Sklabiná)
Kostel svatého Mikuláše se nachází v obci Sklabiná v okrese Velký Krtíš na Slovensku. Je farním kostelem Římskokatolické farnosti Sklabiná děkanátu Velký Krtíš diecéze Banskobystrické. Je kulturní památkou Slovenské republiky vedenou pod číslem 480/1.

## Historie
Gotický kostel byl postaven ve 14. století a později renesančně upraven. První písemná zmínka pochází z roku 1435 a další z roku 1465. V 18. století bylo přistavěno barokní polygonální kněžiště a vsazena barokní okna. Byla upravena věž a celá stavba změnila fasádu.

## Stavební podoba

### Exteriér
Kostel je jednolodní orientovaná gotická stavba se segmentovým závěrem, přistavěnou věží k západnímu průčelí a gotickým portálem na jižní straně lodi. Věž je rámována lizénami a ukončena barokní helmicí. Nad věžním portálem se nachází výklenek s barokní sochou svatého Jana Nepomuckého z poloviny 18. století. 
V blízkosti kostela se nachází fara, kamenný kříž a socha Svaté Trojice z roku 2000.

### Interiér
Kněžiště je segmentové, dlouhá loď má renesanční křížovou klenbu.